# Ани Василева
Анна Стойчева Василева-Михнева е българска озвучаваща актриса, която е известна с озвучаването на филми и сериали.

## Биография
Родена е на 1 октомври 1960 г. Василева започва да се занимава с озвучаване около края на 80-те години.
Сред сериалите, в чийто дублаж взема участие, са „Странното завръщане на Диана Саласар“, „Есмералда“, „Росалинда“, „Октопод“, „Съдружници по неволя“, „Досиетата Х“, „От местопрестъплението“, „Ориндж Каунти“, „Приятелки и съпернички“ (дублаж на Диема Вижън), „Чужди грехове“, „Д-р Хаус“, „Хавай 5-0“, „Щурите съседи“, „Новите съседи“, „Младият Шелдън“ ,„Нюанси синьо“, „Закон и ред“ и други.
През 2011 г. получава номинация за наградата „Икар“ в категория „най-добър дублаж“ (тогава наричана „Златен глас“) за дублажа на „Щурите съседи“, заедно с Александър Воронов за същия сериал и Христина Ибришимова за „Мечтатели“. Печели Александър Воронов.
През 2012 г. е номинирана за „Съмнения“, заедно с Христина Ибришимова за „Забраненият плод“ и Димитър Иванчев за „Долината на вълците“. Печели Христина Ибришимова.
През 2013 г. е номинирана за дублажа на „Отмъщението“ (дублаж на Диема Вижън), заедно с Елена Русалиева за „Щети“ и Димитър Иванчев за „По средата“. Печели Елена Русалиева.
През 2014 г. печели наградата за „Новите съседи“, за която е номинирана заедно със Здравко Методиев за „Спондж Боб Квадратни гащи“ и Николай Николов за „Гадни копилета“.
Освен във войсоувър дублажи, участва и в заглавия с нахсинхронен дублаж, измежду които са Сепфора в „Принцът на Египет“ и Кралица Ингрид в „Господарка на злото 2“, изиграни от Мишел Пфайфър.
Омъжена е и има една дъщеря.

## Филмография
- В кръг (2019) – Санитарка